# 尼子義久
尼子義久（1540年—1610年10月14日），日本戰國時期的大名。

## 生平
尼子義久為尼子晴久之嫡長子，1560年父親過世後接任尼子家的家督。由於尼子義久殺害家臣宇山久兼之故，導致尼子家上下的離心離德；最後在毛利元就的不斷侵攻之下，1566尼子義久投降毛利家。毛利元就饒了尼子義久一命，但將其幽禁。尼子家到此滅亡。
尼子義久不久後便出家，法號友林；毛利輝元時期曾擔任毛利家的家臣。

## 關連項目
- 尼子經久
- 尼子晴久
- 尼子勝久